# Late Night Feelings
Late Night Feelings é o quinto álbum de estúdio do produtor musical britânico Mark Ronson. Seu lançamento ocorreu em 21 de junho de 2019, por intermédio da Sony Records. O single principal do álbum, "Nothing Breaks Like a Heart", em colaboração com Miley Cyrus, foi lançado em 29 de novembro de 2018.
Em 12 de abril de 2019, a faixa-título do álbum, "Late Night Feelings", em colaboração com Lykke Li, foi disponibilizada durante a pré-venda do álbum. Em 17 de maio de 2019, "Don't Leave Me Lonely" foi lançada como terceiro single. "Find U Again", em colaboração com Camila Cabello, foi lançada em 30 de maio de 2019 como quarto single do álbum. Em 17 de junho de 2019, "Pieces of Us", em colaboração com King Princess, foi lançada como quinto single do álbum.

## Antecedentes
Durante uma entrevista concedida ao Las Vegas Weekly, Ronson descreveu o álbum como o melhor de seus trabalhos e o que lhe requisitou mais esforço. Além disso, concordou que o álbum contém faixas que evocam tristeza, mas que também evocam "ressonância emocional".

## Recepção crítica
Late Night Feelings recebeu aclamação de críticos de música, com elogios ao conteúdo lírico melancólico. No Metacritic, conta com uma avaliação de 75 de 100 pontos, baseada em 15 avaliações. Numa avaliação para a Variety, o redator Jem Aswad escreveu: "De início, Camila Cabello está no centro da faixa mais pop do álbum, "Find U Again", que contém uma melodia sensual. Yebba, da mesma forma, mostra suas habilidades vocais e a sua versatilidade formidáveis em três músicas que centralizam a obra. No entanto, duas das músicas mais fortes pertencem a Lykke Li, que é uma das cantoras mais subestimadas, mas distintas, que estão presentes na indústria. Suas duas contribuições oferecem as melodias mais consistentes do álbum, bem como uma performance íntima e ofegante que evoca Robyn."
Numa avaliação para o jornal britânico The Independent, Helen Brown concedeu 4 estrelas de 5 ao álbum, dizendo: "O fato de Ronson não cantar muito é um problema pessoal. Julgamos a autenticidade da narrativa de um artista por meio de seus vocais. Ronson, no entanto, embarcou numa história abrangente que expõe a honestidade do medo de fracasso após "Uptown Funk" e seu comportamento perante a sua separação. Transformando-se na ideia do fluxo entre espiritaulidade e fisicalidade, Ronsn apresenta um único problema, que é o som muito limpo e seco."

## Lista de faixas
| N.º            | Título                                             | Compositor(es)                                                              | Produtor(es)                                                         | Duração |  |
| 1.             | "Late Night Prelude"                               | Mark Ronson, Ilsey Juber, Li Zachrisson, Stephen Kozmeniuk                  | Ronson, Picard Brothers, Brandon Williams                            | 1:29    |  |
| 2.             | "Late Night Feelings" (com Lykke Li)               | Ronson, Juber, Zachrisson, Kozmeniuk                                        | Ronson, Picard Brothers, Da Honorable C.N.O.T.E.[b], Jr Blender[b]   | 4:11    |  |
| 3.             | "Find U Again" (com Camila Cabello)                | Ronson, Cabello, Kevin Parker, Juber                                        | Ronson, Parker                                                       | 2:56    |  |
| 4.             | "Pieces of Us" (com King Princess)                 | Ronson, Mikaela Straus, Michael Malchicoff                                  | Ronson, Picard Brothers                                              | 3:26    |  |
| 5.             | "Knock Knock Knock" (com Yebba)                    | Ronson, Homer Steinweiss, Abbey Smith, Nicholas Movshon                     | Ronson                                                               | 1:31    |  |
| 6.             | "Don't Leave Me Lonely" (com Yebba)                | Ronson, Smith, Andrew Wyatt, Victor Axelrod, Clement Picard, Maxime Picard  | Ronson, P2J, Tom Elmhirst, Brandon Bost, Picard Brothers[a], JAE5[a] | 3:36    |  |
| 7.             | "When U Went Away" (com Yebba)                     | Ronson, Steinweiss, Smith, Wyatt, Movshon                                   | Ronson                                                               | 1:57    |  |
| 8.             | "Truth" (com Alicia Keys e The Last Artful, Dodgr) | Ronson, Thomas Brenneck, Juber, Movshon, Diana Gordon, Alana Chenevert      | Ronson, Da Honorable C.N.O.T.E.                                      | 3:48    |  |
| 9.             | "Nothing Breaks Like a Heart" (com Miley Cyrus)    | Ronson, Juber, C. Picard, M. Picard, Conor Szymanski, Miley Cyrus, Brenneck | Jamie xx, Picard Brothers[a]                                         | 3:38    |  |
| 10.            | "True Blue" (com Angel Olsen)                      | Ronson, Angel Olsen                                                         | Ronson, Picard Brothers                                              | 5:48    |  |
| 11.            | "Why Hide" (com Diana Gordon)                      | Ronson, Gordon, Romy Madley Croft, Steinweiss, Leon Michaels, Movshon       | Ronson, Picard Brothers                                              | 4:19    |  |
| 12.            | "2 AM" (com Lykke Li)                              | Ronson, Brenneck, Juber, Zachrisson                                         | Ronson, Picard Brothers                                              | 3:18    |  |
| 13.            | "Spinning" (com Ilsey)                             | Ronson, Juber, Zachrisson, Kozmeniuk                                        | Ronson, Picard Brothers                                              | 3:11    |  |
| Duração total: | Duração total:                                     | Duração total:                                                              | Duração total:                                                       | 43:08   |  |